# Sarina Ahmad
Sarina Ahmad-Nys is een Belgisch stripauteur.
Ze studeerde animatiefilm maar ging aan de slag als geluidsvrouw in de media. Nadat ze twee herseninfarcten had gekregen, moest ze noodgedwongen haar baan opzeggen. Uiteindelijk bleek ze te lijden aan het Moyamoya-syndroom.
Ahmad-Nys besloot zich, in navolging van haar grootvader, Jef Nys, te wijden aan striptekenen en in 2015 verscheen haar eerste Jommekesalbum: Het Nianmonster. Eerder dat jaar ontwierp zij de stripmuur van Jommeke in de Lokvogelstraat te Brussel. Twee jaar later verscheen ook in Wilrijk een door Ahmad-Nys ontworpen Jommeke-stripmuur.